# Attacus wardi
Attacus wardi är en fjärilsart som beskrevs av Rothschild 1910. Attacus wardi ingår i släktet Attacus och familjen påfågelsspinnare. Inga underarter finns listade i Catalogue of Life.